# Oxytenis
Oxytenis este un gen de molii din familia Saturniidae și subfamilia Oxyteninae.  Când sunt în forma larvară, au marcați doi ochi în fața capului în încercarea de a imita un șarpe. 

## Specii
- Oxytenis albilunulata Schaus, 1912
- Oxytenis angulata (Cramer, 1775)
- Oxytenis aravaca Jordan, 1924
- Oxytenis beprea Druce, 1886
- Oxytenis bicornis Jordan, 1924
- Oxytenis epiphaea Jordan, 1924
- Oxytenis erosa Jordan, 1924
- Oxytenis ferruginea (Walker, 1855)
- Oxytenis gigantea (Druce, 1890)
- Oxytenis leda Druce, 1906
- Oxytenis mirabilis (Cramer, 1780)
- Oxytenis modestia (Cramer, 1780)
- Oxytenis naemia Druce, 1906
- Oxytenis nubila Jordan, 1924
- Oxytenis peregrina (Cramer, 1780)
- Oxytenis plettina Jordan, 1924
- Oxytenis sobrina Jordan, 1924
- Oxytenis spadix Jordan, 1924
- Oxytenis zerbina (Cramer, 1780)